# Virgil Năstase
Pas d'image ? Cliquez ici

a Compétitions nationales et continentales officielles uniquement.

b Matchs officiels uniquement.
Dernière mise à jour le 28 octobre 2019.
Virgil Năstase, né le 17 décembre 1966, est un joueur roumain de rugby à XV. Il évolue au poste de demi d'ouverture.

## Biographie
Il commence le rugby au RCJ Farul Constanța, puis il commence sa carrière séniore au CS Sportul Studențesc Bucarest avant de venir en France au Stade lavelanétien.
Le 19 juin 1993, il est invité pour jouer avec le XV du Président contre les Barbarians français pour le Centenaire du rugby à Grenoble.
Virgil rejoint ensuite l'équipe des Mammouths du FC Grenoble qui viennent d’être privé du titre de champion de France 1993 à la suite d’une finale polémique après une erreur d’arbitrage,.
Pour sa première saison, le club alpin atteint les demi-finales du championnat de France 1993-1994, défait 22 à 15 par l’ AS Montferrand.
Il termine sa carrière au Stade Olympique Ugine-Albertville où il termine meilleur réalisateur en 1997.
Virgil Năstase entraine le RCJ Farul Constanța.

## Palmarès
- Championnat de France de première division :
  - Demi-finaliste (1) : 1994 (FC Grenoble)

## En équipe nationale
Il a disputé son premier test match le 12 mai 1985, contre l'équipe de Tunisie, et le dernier contre l'équipe d'Irlande, le 1er novembre 1986.